# Ford Mainline
O Ford Mainline foi um carro produzido pela Ford e comercializado entre 1952 e 1956.